# La 7 (Castella i Lleó)
La 7 (anteriorment conegut com a CyL7 i CyLTV) és el primer canal de Castilla y León Televisión, societat adjudicatària de l'explotació dels dos canals de Televisió Digital Terrestre autonòmica en l'àmbit de la Comunitat de Castella i Lleó.
Va iniciar les seves emissions regulars el dia 9 de març del 2009, tant en analògic com en digital, substituint al senyal del fins aleshores Canal 4 Castilla y León. La seva programació, idèntica per a les nou províncies de la Comunitat i de caràcter generalista, té com un dels seus eixos bàsics la informació, no només d'àmbit autonòmic, sinó també nacional i internacional. Per això, a més de la seva seu central, ubicada a Valladolid, disposa de centres de producció territorial a les vuit capitals de província, així com a Ponferrada, i una delegació a Madrid.
A més de La 7, Castilla y León Televisión compta amb un segon canal, La 8, amb continguts de caràcter més provincial i local, per la qual cosa porta a terme desconnexions d'àmbit territorial.
La 7, així com La 8, contracten continguts amb les distribuïdores: Retelsat, LocalVisión i MunicipalTV.

## Programació
Actualment es poden veure a la graella de CyLTV programes com:
- CyLTV Noticias
- Primera Hora
- Sal y Pimienta
- Tal como somos
- Un día en la vida
- Espacio abierto
- Champions League[1] (un partit els dimecres amb la FORTA, i resums)
- Siete Días
- Trotapáramus
- Galáctica
- Se ha escrito un crimen
- Monk
- Kommissar Rex
- Ley y Orden
- Dragnet
- Colombo
- El Equipo A